# Dibër distrikt
Dibras distrikt (albanska: Rrethi i Dibrës) var ett av Albaniens 36 distrikt. Det hade ett invånarantal på 86 000 (år 2004) och en area av 1 088 km². Det var beläget i nordöstra Albanien, och dess centralort var Peshkopia.